# Brady Haran
Brady John Haran (Adelaida, 18 de junio de 1976) es un cineasta independiente y reportero-camarógrafo australiano. Es conocido por sus vídeos educativos y documentales para la BBC como así también sus canales de YouTube, siendo los más populares The Periodic Table of Videos y Numberphile.  Haran también es el coanfitrión del podcast Hello Internet junto al youtuber CGP Grey.
El 20 de julio de 2016, Haran recibió un doctorado honoris causa por la Universidad de Nottingham

## Carrera

### Reportero y cineasta
Brady Haran estudió periodismo por un año antes de ser contratado por un diario local de Adelaida. En 2002 emigró hacia Nottingham, Reino Unido. Allí, trabajó para la BBC tanto en la televisión como en la radio.
En 2007, Haran trabajó como cineasta en la Universidad de Nottingham como parte de un acuerdo entre esta universidad y la BBC. Allí arrancó su proyecto "Test Tube", con la idea de producir documentales sobre científicos y sus investigaciones, sin embargo, él decidió subir los vídeos a YouTube, dando comienzo a las series "La tabla periódica de los vídeos" y "Sixty Symbols".
Haran renunció a la BBC para dedicarse completamente a hacer vídeos para YouTube.

### Youtube
Después de "Test Tube", Haran decidió crear otros canales de YouTube. En sus primeros 5 años como cineasta independiente, él hizo más de 1500 vídeos. En 2012, él era el productor, editor y entrevistador de 12 canales de YouTube, como The Periodic Table of Videos, Sixty Symbols y Numberphile. Martyn Poliakoff ganó un premio de la Royal Society of Chemistry en 2011 gracias a la participación en los vídeos de Haran.
Trabajando con Martyn Poliakoff, Haran creó vídeos sobre divulgación científica que recibieron críticas positivas. Juntos, hicieron más de 500 cortos relacionados con la química. Su canal de YouTube obtuvo más de 120 millones de visitas. También publicaron un artículo en la revista Nature Chemistry y un ensayo en la revista Science discutiendo el impacto de sus vídeos.
Haran colabora frecuente con profesionales y expertos en sus vídeos, tales como John Horton Conway, Persi Diaconis, entre otros.

### Hello Internet
En enero de 2014, Haran lanzó el podcast Hello Internet junto con CGP Grey, otro youtuber de vídeos educativos. El podcast se convirtió Número 1 en iTunes en Reino Unido, Estados Unidos, Alemania, Canadá y Australia. Fue elegido como uno de los mejores podcast en 2014 por parte de Apple.
El podcast incluye discusiones relacionadas con sus vidas como creadores de contenido profesional para YouTube, así como sus intereses y molestias. Los temas típicos del podcast suelen ser nuevos gadgets, tecnología, la eficiencia en el lugar de trabajo, relojes de pulsera, accidentes de avión, vexillología, y las diferencias personales de Haran y Grey. El podcast tiene una bandera oficial, llamada Nail & Gear (Clavo y engranaje).

## Publicaciones
- «YouTube in Its Element». Chemistry in Australia 76 (10): 30-33. November 2009. ISSN 0314-4240. OCLC 4808833303. (con Martyn Poliakoff)
- «Test tube: behind the scenes in the world of science». Nottingham Science City. University of Nottingham. OCLC 753944363.
- «Teaching chem eng – Martyn Poliakoff and Brady Haran on Nottingham Uni's periodic table for the YouTube generation». The Chemical Engineer (812): 36. 2009. ISSN 0302-0797. OCLC 308533279. (con Martyn Poliakoff)
- «Fantasy games 'not for geeks'». BBC News Online. 2003. OCLC 229408792.
- Haran, Brady; Poliakoff, Martyn (21 de febrero de 2011). «How to measure the impact of chemistry on the small screen». Nature Chemistry 3 (3): 180-182. Bibcode:2011NatCh...3..180H. PMID 21336314. doi:10.1038/nchem.990.
- Haran, Brady; Poliakoff, Martyn (27 de mayo de 2011). «The Periodic Table of Videos». Science 332 (6033): 1046-7. Bibcode:2011Sci...332.1046H. PMID 21617067. doi:10.1126/science.1196980.